# Ignacio J. De la Riva
Ignacio J. De la Riva (1960) spanyol herpetológus. Kutatási területe az újvilági trópusok kétéltűi. Zoológiai szakmunkákban nevének rövidítése: „De la Riva”.

## Tiszteletére elnevezett taxonok
- Dendropsophus delarivai (Köhler & Lötters, 2001)

## Az általa leírt fajok
- Bryophryne bustamantei
- Gastrotheca lauzuricae
- Gephyromantis runewsweeki
- Hyla palaestes
- Noblella carrascoicola
- Oreobates ibischi
- Oreobates lehri
- Oreobates madidi
- Oreobates sanderi
- Phrynopus miroslawae
- Phrynopus nicoleae
- Phyllomedusa camba
- Pristimantis koehleri
- Pristimantis pluvicanorus
- Pristimantis reichlei
- Psychrophrynella ankohuma
- Psychrophrynella chacaltaya
- Psychrophrynella condoriri
- Psychrophrynella guillei
- Psychrophrynella harveyi
- Psychrophrynella iani
- Psychrophrynella illampu
- Psychrophrynella illimani
- Psychrophrynella kallawaya
- Psychrophrynella katantika
- Psychrophrynella kempffi
- Psychrophrynella quimsacruzis
- Psychrophrynella saltator
- Psychrophrynella usurpator
- Scinax castroviejoi
- Scinax chiquitanus

### Fontosabb publikációi
- P. A. Burrowes, I. De la Riva 2016. Chytrid fungus detected in museum specimens of Andean aquatic birds: implications for pathogen dispersal. J. of Wildlife Diseases.
- M. Winter, W. Fiedler, W. H. Hochachka, A. Koehnke, A. Meiri, I. De la Riva 2016. Patterns and biases in climate change research on amphibians and reptiles. Royal Society Open Science 3:160158.
- A. Tito, C. Z. Landauro, P. Venegas, I. De la Riva, J. C. Chaparro 2016. A new species of Telmatobius Wiegmann, 1834, from the Eastern Cordillera Central of the Andes, Peru (Anura: Telmatobiidae), with description of its tadpole, and range extensión of T. mendelsoni De la Riva et al., 2012. Ann. of Carnegie Museum 83 (4): 255-268.
- A. P. Motta, J. C.  Chaparro, J. P. Pombal, J. M. Guayasamin, I. De la Riva, J. M. Padial 2016. Molecular phylogenetics and taxonomy of the Andean genus Lynchius Hedges, Heinicke and Duellman, 2008 (Anura: Craugastoridae). Herpetological Monographs 30: 119-142.
- I. De la Riva, J. Aparicio 2016. Three new species of Psychrophrynella (Anura: Craugastoridae) from the Cordillera de Apolobamba, Bolivia, with comments on its amphibian fauna. Salamandra (en prensa).
- O. Jiménez-Robles, P. Butrón-Gálvez, R. Carpio, I. De la Riva 2016. Revised distribution, phenotypic variation and conservation status of Liolaemus fittkaui (Squamata: Liolaemidae), an endemic to the Andes of Central Bolivia. Phyllomedusa 15 (1): 7-20.
- N. Goicoechea,  D. R.Frost, I. De la Riva, K. C. M. Pellegrino, J. Sites, M. T. Rodrigues, J. M.  Padial 2016. Molecular systematics of teioid lizards (Teioidea/Gymnophthalmoidea: Squamata) based on the analysis of 48 loci under tree-alignment and similarity-alignment. Cladistics 32: 624-671.
- S. Castroviejo-Fisher, J. Köhler, I. de la Riva, J. M. Padial 2017. A new morphologically cryptic species of Phyllomedusa (Anura: Phyllomedusidae) from Amazonian forests of northern Peru revealed by DNA sequences. Zootaxa 4269 (2): 245–264. doi: 10.11646/zootaxa.4269.2.4
- A. Sánchez-Vialas, M. Calvo-Revuelta, S. Castroviejo-Fisher, I. de la Riva 2018. The taxonomic status of Petropedetes newtonii (Amphibia, Anura, Petropedetidae). ZooKeys 765: 59–78. doi: 10.3897/zookeys.765.24764